# Collospongia auris
Collospongia auris är en svampdjursart som beskrevs av Bergquist, Cambie och Kernan 1990. Collospongia auris ingår i släktet Collospongia och familjen Thorectidae.
Artens utbredningsområde är havet kring Australien. Inga underarter finns listade i Catalogue of Life.